# Bryum goudotii
Bryum goudotii är en bladmossart som beskrevs av Georg Ernst Ludwig Hampe 1865. Bryum goudotii ingår i släktet bryummossor, och familjen Bryaceae. Inga underarter finns listade i Catalogue of Life.